# Octave Gengou
Octave Pierre Joseph Gengou (* 27. Februar 1875 in Ouffet; † 25. April 1957 in Antwerpen) war ein belgischer Bakteriologe. Er entdeckte mit Jules Bordet das Bakterium Bordetella pertussis, den Erreger des Keuchhustens.

## Leben und Werk
Gengou studierte in Lüttich Medizin, ging 1900 nach Paris und lernte dort bei Émile Roux, Elias Metschnikoff und Amédeé Borrel. Ab 1901 arbeitet er bis 1921 am neugegründeten belgischen l’Institut Pasteur du Brabant, unter anderem als stellvertretender Direktor. Von 1921 wirkte er bis zu seinem Ruhestand 1945 als professeur d´hygiene und leitete den service d´hygiene der Stadt Brüssel. Nach seiner Emeritierung widmete er sich bis zu seinem Tod 1957 der experimentellen Forschung. Er war korrespondierendes Mitglied der Académie nationale de Médecine und zeitweise Vorsitzender der Ligue nationale belge contre la tuberculose.
Mit seinem Schwager Jules Bordet isolierte er 1906 Bordetella pertussis in Reinkultur und postulierte es als den Verursacher des Keuchhustens. 1912 entwickelten beide den ersten Keuchhusten-Impfstoff.
Des Weiteren leistete Gengou zusammen mit Bordet wesentliche Grundlagenforschung für Testverfahren zu verschiedenen Krankheiten (zum Beispiel für den Wassermann-Test von August von Wassermann).

## Auszeichnungen
1909 wurde er in die Académie royale de médecine de Belgique der Académie royale des Sciences, des Lettres et des Beaux-Arts de Belgique berufen.